# بسام سابا
بسام أنطوان سابا (1955 - 4 ديسمبر 2020) هو موسيقيٌ لبناني، عمل رئيسًا للمعهد الوطني اللبناني العالي للموسيقى منذ أكتوبر 2018 حتى وفاته. كان مقيمًا في الولايات المتحدة قبل توليه منصب المدير العام للمعهد العالي للموسيقى، وأسّس فرقة عربية في نيويورك مؤلفة من أعضاء أمريكيين.

## حياته
وُلد بسام أنطوان سابا عام 1955 في بيروت، وكان قد درس الناي والعود والكمان في المعهد الوطني اللبناني العالي للموسيقى، ثم حصل على درجة البكالوريوس بالموسيقى الكلاسيكية الغربية وأداء الفلوت من معهد باريس للموسيقى، ثم حصل على ماجستير الفنون الجميلة في عزف الفلوت الغربي والتعليم الموسيقي من معهد جيسين التربوي الموسيقي العالي [الإنجليزية] في موسكو، وأسّس فرقة عربية في نيويورك مؤلفة من أعضاء أميركيين قبل توليه منصب المدير العام للمعهد العالي للموسيقى في أكتوبر (تشرين الأول) 2018.
كان أيضًا قد تعاون مع عددٍ من نجوم البوب، ومنهم: يويو ما، أليشيا كيز، ستينغ، بالإضافة لعددٍ من نجوم الجاز مثل هيربي هانكوك وكوينسي جونز. سجّل أيضًا مع فيروز ومارسيل خليفة وزياد الرحباني وماجدة الرومي وسيمون شاهين وتوفيق فروخ وغيرهم.

## وفاته
تُوفي في المركز الطبي للجامعة الأميركية في بيروت بتاريخ 4 ديسمبر (كانون الأول) 2020 ميلاديًا عن عمرٍ ناهز 62 عامًا؛ وذلك بسبب إصابته بمرض كورونا 2019 (كوفيد-19) قبل أسابيعٍ من وفاته.
نعاه الرئيس المكلف بتأليف حكومة جديدة، سعد الحريري في تغريدةٍ عبر حسابه على تويتر، حيث قال «برحيل الموسيقار بسام سابا، مدير عام الكونسرفاتوار الوطني، تخسر الموسيقى اللبنانية والعربية والعالمية بسبب جائحة كورونا عبقرياً شاباً، نشر ابداعه في القارات الخمس وصولاً إلى إدارة اوركسترا في #نيويورك قبل ان يعود إلى وطنه ليعطيه زبدة فنه وعلمه وحبه. رحمك الله يا بسام ولزوجته ديالا وابنته مريانا نسأل الصبر والسلوان». كما نعاه وزير الثقافة في حكومة تصريف الأعمال، عباس مرتضى حيث ذكر أنَّ بسام «مبدع، ربط بموسيقاه وأعماله الفنية الشرق والغرب، وتميز بتمرّسه في علوم الموسيقى التي حملها معه في كل التظاهرات الفنية التي جال بها أصقاع العالم».

## وصلات خارجية
- بسام سابا على موقع IMDb (الإنجليزية)
- بسام سابا على موقع ميوزك برينز (الإنجليزية)
- بسام سابا على موقع ديسكوغز (الإنجليزية)

ِ